# Casalmorano
Casalmorano (lombardul: Casalmuran) település Olaszországban, Lombardia régióban, Cremona megyében. Lakosainak száma 1645 fő (2023. január 1.). Casalmorano Annicco, Azzanello, Casalbuttano ed Uniti, Castelvisconti, Genivolta, Paderno Ponchielli és Soresina községekkel határos.

## Népesség
A település népességének változása:
| Lakosok száma | 1680 | 1635 | 1618 | 1645 |
|               | 2013 | 2017 | 2018 | 2023 |